# آزندورف (هاربورگ)
آزندورف (به آلمانی: Asendorf) یک شهر در آلمان است که در Hanstedt واقع شده‌است. آزندورف ۱٬۸۳۸ نفر جمعیت دارد.